# 빌라프란카인루니자나
빌라프란카인루니자나(이탈리아어: Villafranca in Lunigiana)는 이탈리아 토스카나주 마사카라라도에 있는 코무네다. 피렌체에서 북서쪽으로 120km, 마사에서 북서쪽 35km 거리에 있다.